# Pułk Piechoty im. Zawiszy Czarnego

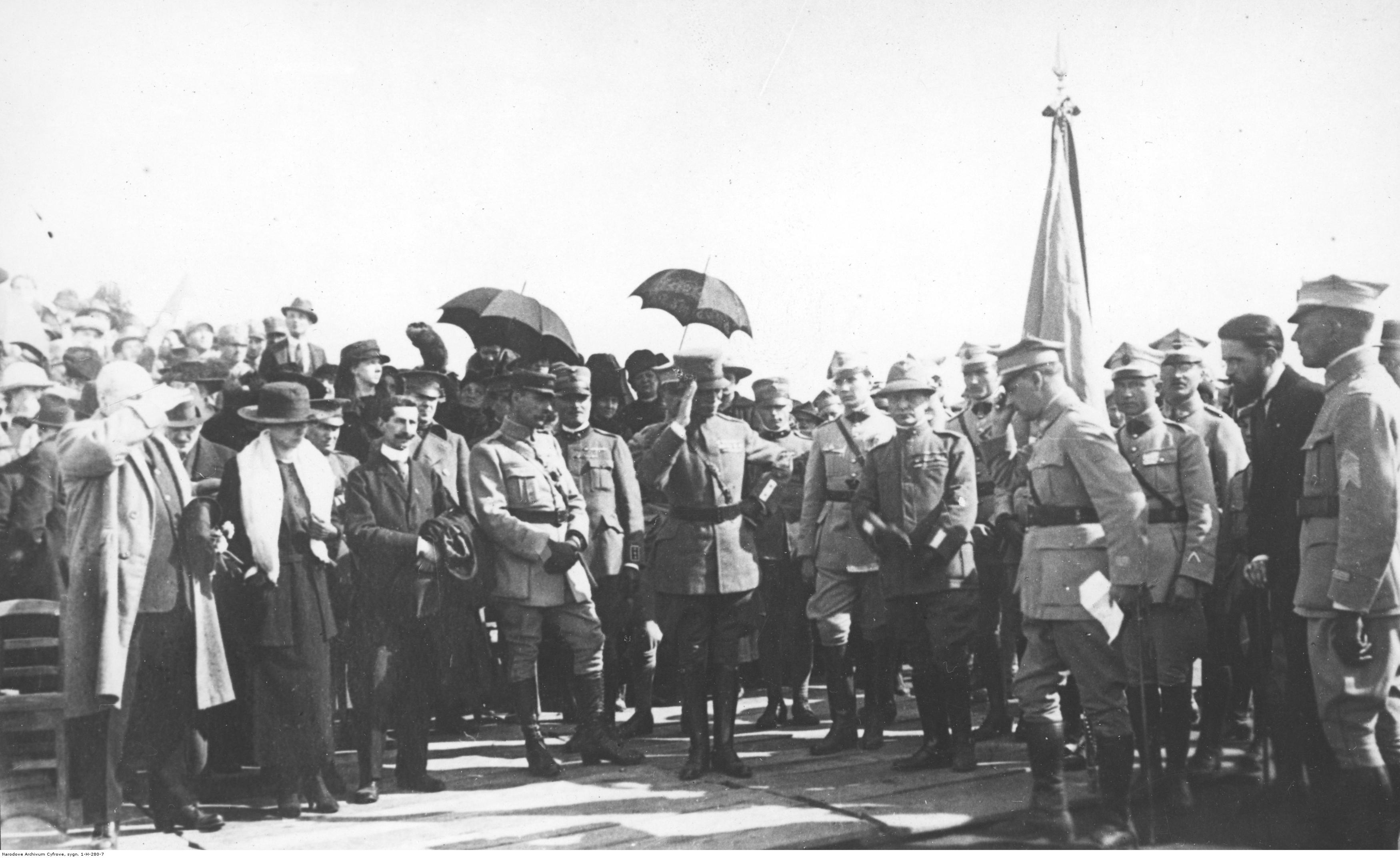
Obóz w La Mandria. Burmistrz Chivasso ofiarowuje sztandar pułkowi im. Zawiszy Czarnego.

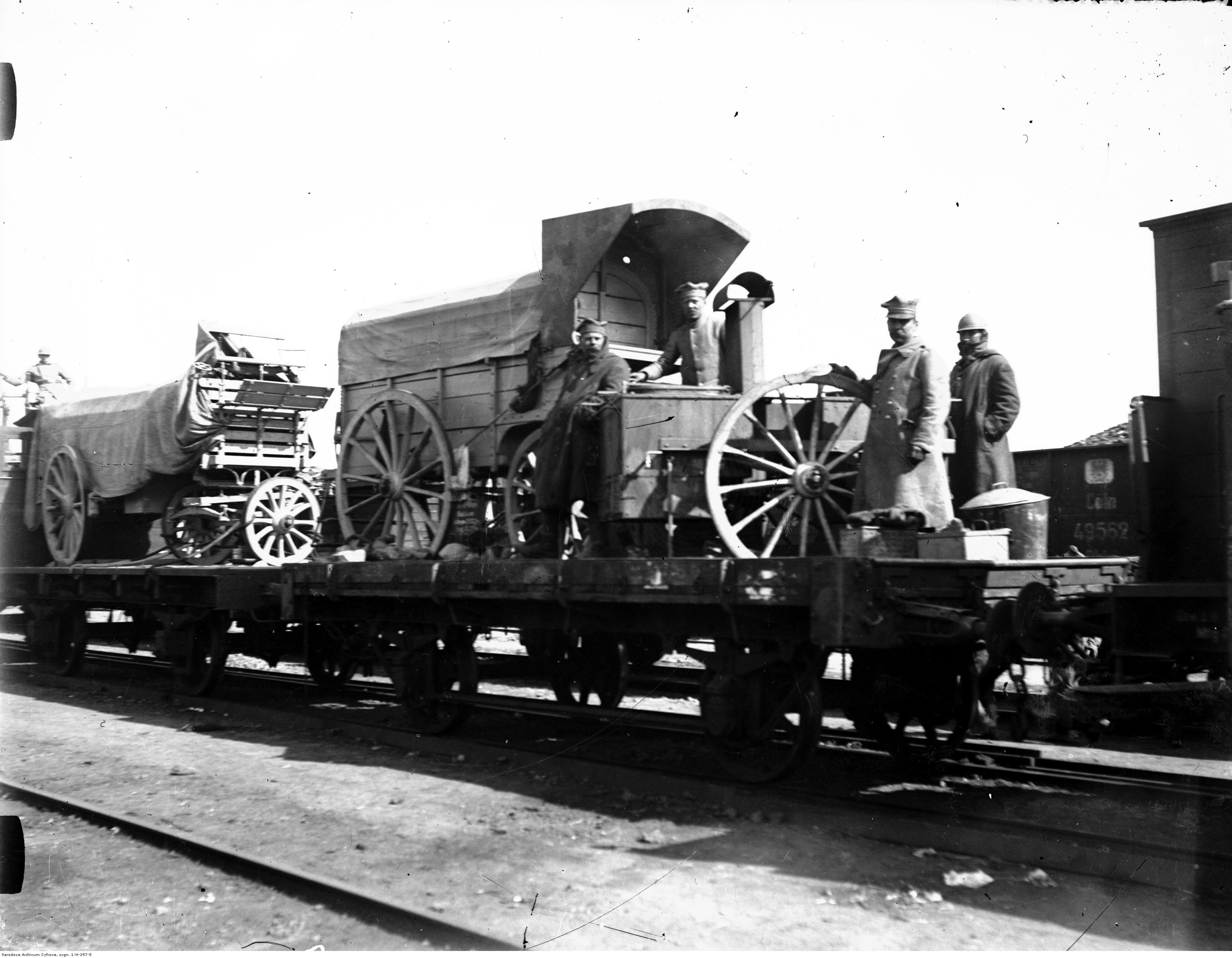
Transport koleją oddziałów armii generała Józefa Hallera z Francji do Polski; 1919 r.

Pułk Piechoty im. Zawiszy Czarnego – oddział piechoty polskiej sformowany we Włoszech z jeńców armii austro-węgierskiej w 1918 roku w ramach Armii Polskiej we Francji.

## Formowanie i zmiany organizacyjne
20 grudnia 1918 komenda obozu w La Mandria di Chivasso wydała rozkaz sformowania szóstego z kolei pułku − pułku piechoty im. Zawiszy Czarnego. Tworzenie tego oddziału polegało na grupowaniu szeregowców w dwustuosobowe grupy kompanijne. W pierwszych tygodniach zorganizowano dziewięć kompanii. Kompanie wchodziły w skład trzech batalionów. Ze starego rocznika sformowano kompanię rezerwową. 
W kwietniu 1919, po likwidacji obozu jeńców w Santa Maria Capua Vetere, włączona została w skład pułku kompania karabinów maszynowych ppor. Feliksa Franka.
Żołnierze nie posiadali broni. Wobec powyższego szkolono ich z przedmiotów bojowych jedynie teoretycznie. Podstawą szkolenia była instrukcja opracowana przez mjr. Leona Radziwiłła oraz francuskie regulaminy wojskowe. Prowadzono zajęcia z historii Polski i geografii. Kładziono przede wszystkim nacisk na kształcenie obywatelskie. Wpajano zasady powinności obywatelskiej, służby wewnętrznej oraz samodyscypliny. Ćwiczono też gimnastykę i musztrę.
Z końcem kwietnia 1919  znaczna część pułku została przewieziona z Chivasso do Turynu i dalej ku granicy włosko-francuskiej w  Mont Caenis. Po przekroczeniu granicy wojsko skierowano do Lyonu, gdzie nastąpiła reorganizacja oddziału.
Na bazie II batalionu dawnego 7 pułku piechoty im. Zawiszy Czarnego zorganizowany został 20 pułk Strzelców Polskich. Kadrę oficerską i podoficerską stanowili żołnierze francuscy ze stacjonującego w Lure 414 pułku piechoty. Na bazie kolejnych batalionów sformowano 19 pułk Strzelców Polskich i 21 pułk Strzelców Polskich.

## Sztandar pułku
Uroczystość wręczenia chorągwi 7 pułkowi im. Zawiszy Czarnego odbyła się 15 marca 1919 w obozie La Mandria di Chivasso. Obecni byli między innymi zastępca szefa misji KNP w Rzymie mjr Marian Dienstl-Dąbrowa, burmistrz Chivasso Bergandi oraz wojskowi przedstawiciele państw Ententy. Burmistrz  w ciepłych słowach odniósł się do wysiłku polskich żołnierzy i jednocześnie zapewnił o swoim poparciu dla sprawy polskiej. Następnie przemawiał komendant obozu, były dowódca pułku, kpt. Karol Golachowski. Po tych oficjalnych przemowach mjr Marian Dienstl-Dąbrowa wręczył chorągiew nowemu dowódcy pułku, por. Stanisławowi Kauckiemu. Po wręczeniu odbyła się defilada oddziału. Po defiladzie odbył się turniej sprawności o mistrzostwo obozu. 

## Żołnierze pułku
| Dowódcy pułku | Dowódcy pułku          | Dowódcy pułku            | Dowódcy pułku              |
| stopień       | imię i nazwisko        | okres pełnienia służby   | kolejne stanowisko         |
| ------------- | ---------------------- | ------------------------ | -------------------------- |
| kpt.          | Karol Golachowski      | 20 XII 1918 – 15 II 1919 | komendant obozu La Mandria |
| por.          | Stanisław Kaucki (p.o) | 15 III 1919 –            |                            |
| kpt.          | Jan Chlebek            | IV 1919 –                |                            |